# 대한민국의 고위공직자범죄수사처 차장
고위공직자범죄수사처 차장은 대한민국의 고위공직자범죄수사처(공수처)의 차장으로, 특정직공무원으로 보한다. 2021년 1월 29일 기준으로, 차장은 여운국이다.
고위공직자범죄수사처장(공수처장)이 후보자 제청하고, 대통령이 임명한다. 차장의 임기는 3년으로 중임할 수 없고, 정년은 63세이다. 차장은 수사처검사의 직을 겸한고, 처장을 보좌한다. 그리고 처장이 직무를 수행할 수 없는 때에는 그 직무를 대행한다.

## 역대 차장
| 정부        | 대수     | 이름           | 임기                             | 비고                       |
| ----------- | -------- | -------------- | -------------------------------- | -------------------------- |
| 문재인 정부 | 초대     | 여운국(呂運國) | 2021년 1월 29일~2024년 1월 28일  | [ A ]                      |
| 윤석열 정부 | 직무대리 | 송창진(宋昌珍) | 2024년 1월 29일~ 2024년 5월 21일 | 수사2부장 겸 차장 직무대리 |
| 윤석열 정부 | 직무대리 | 김선규(金善規) | 2024년 5월 21일~2024년 5월 29일  | 수사1부장 겸 차장 직무대리 |
| 윤석열 정부 | 직무대리 | 송창진(宋昌珍) | 2024년 5월 29일~2024년 7월 30일  | 수사2부장 겸 차장 직무대리 |
| 윤석열 정부 | 2대      | 이재승(李載昇) | 2024년 7월 30일~                 |                            |

## 자격 요건
2021년 기준으로, 관련 법에 따른 차장의 자격 요건은 다음과 같다.

<전략>...
① 차장은 10년 이상 제5조제1항 각 호의 직에 재직하였던 사람 중에서 처장의 제청으로 대통령이 임명한다.
② 제5조제2항은 차장의 임명에 준용한다.
③ 차장의 임기는 3년으로 하고 중임할 수 없으며, 정년은 63세로 한다.
— 고위공직자범죄수사처 설치 및 운영에 관한 법률, 제7조(차장)

<전략>...
① 처장은 다음 각 호의 직에 15년 이상 있던 사람 중에서 제6조에 따른 고위공직자범죄수사처장후보추천위원회가 2명을 추천하고, 대통령이 그 중 1명을 지명한 후 인사청문회를 거쳐 임명한다.
1. 판사, 검사 또는 변호사
2. 변호사 자격이 있는 사람으로서 국가기관, 지방자치단체, 「공공기관의 운영에 관한 법률」 제4조에 따른 공공기관 또는 그 밖의 법인에서 법률에 관한 사무에 종사한 사람
3. 변호사 자격이 있는 사람으로서 대학의 법률학 조교수 이상으로 재직하였던 사람
② 제1항 각 호에 규정된 둘 이상의 직에 재직한 사람에 대해서는 그 연수를 합산한다.
...<후략>
— 고위공직자범죄수사처 설치 및 운영에 관한 법률, 제5조(처장의 자격과 임명)

## 같이 보기
- 고위공직자범죄수사처장